# Lou Monte
Lou Monte (* 2. April 1917 in New York; † 12. Juni 1989 in Pompano Beach, Florida; eigentlich Louis Scaglione) war ein US-amerikanischer Popsänger und Gitarrist italienischer Abstammung. Bekannt ist er für seine Novelty Songs mit italienischem Bezug.

## Biografie
Aufgewachsen ist Lou Monte in Lyndhurst im Bundesstaat New Jersey, wo er sich bereits vor dem Zweiten Weltkrieg als Sänger und Entertainer einen Namen machte. Nach seiner Zeit als Soldat bekam er bei einem Heimatsender eine eigene Radioshow und später beim selben Sender auch eine Fernsehshow.
In den 1950ern begann er auch mit Plattenaufnahmen. Mit einer humoristischen Version des Jazzstandards The Darktown Strutters’ Ball hatte er 1954 einen ersten Hit. Weitere große Hits waren Lazy Mary, eine englisch-italienische Version des italienischen Lieds Luna Mezzo Mare, und The Sheik of Araby, eine Version des Songs zum Buch Der Scheich von Edith Maud Hull bzw. dessen Verfilmung. Beide waren 1958 in den US-Charts. Ein Novelty Song über die italienische Maus Pepino war schließlich 1962 sein größter Hit und brachte ihm eine Nummer-fünf-Platzierung. 13 Studioalben veröffentlichte Monte in seiner Karriere.
1982 zog er sich nach Florida zurück, wo er sieben Jahre später im Alter von 72 Jahren starb.

### Dominick the Donkey
In den 2000ern entdeckte der britische Radiomoderator Chris Moyles von BBC Radio 1 den besonders unter den italienischstämmigen US-Amerikanern beliebten Weihnachtsklassiker Dominick the Donkey von Lou Monte und verwendete das Lied über den italienischen Weihnachtsesel als scherzhaften Einspieler für die Auftritte von Nachrichtensprecher Dominic Byrne. Über die Jahre wurde es zum Running Gag. Im Jahr 2011 forderte Moyles schließlich seine Hörer auf, das Lied in der Woche vor Weihnachten zu kaufen, um es in den Weihnachtscharts, um die es in England jedes Jahr einen großen Wettstreit gab, möglichst weit nach vorne zu bringen. Es erreichte schließlich hinter den Favoriten, einer Benefizsingle von den Military Wives und dem Debütsong der Castingband Little Mix, Platz 3 der UK Top 40.

## Diskografie
Singles
- Darktown Strutters’ Ball / I Know How You Feel (1954)
- Elvis for President / If I Was a Millionaire (1956)
- Lazy Mary (Luna Mezzo Mare) / Angelique (1958)
- The Sheik of Araby (Italian Style) / Eh, Marie, Eh, Marie! (1958)
- Dominick the Donkey (The Italian Christmas Donkey) / Christmas at Our House (1960)
- Pepino the Italian Mouse / What Did Washington Say (When He Crossed the Delaware) (1962)
- Pepino’s Friend Pasqual (The Italian Pussy-Cat) / I Like You, You Like Me, Eh Paisan (1963)